# François Bocherens
François Bocherens (* 24. Juli 1962) ist ein Schweizer Apotheker und liberaler Politiker (LDP).

## Leben
Bocherens promovierte in Pharmakologie. Von 1992 bis 1994 war er Verwalter der Morgarten-Apotheke in Basel, ab 1995 war er als stellvertretender Apotheker in der Victoria-Apotheke in Basel tätig. Seit 1996 ist er Besitzer und verantwortlicher Apotheker der Victoria-Apotheke. Zudem ist er Lehrmeister für Pharma-Assistentinnen.
Am 22. April 2016 wurde Bocherens in den Grossen Rat des Kantons Basel-Stadt gewählt, wo er Mitglied der Finanzkommission und der Wirtschafts- und Abgabekommission ist. Zum 31. Januar 2022 verließ er diesen, Nachrücker wurde Philip Karger.
Bocherens ist Mitglied E.E. Zunft zu Safran.